# Diocèse d'Abengourou
 (mars 2019).
Le diocèse d'Abengourou (latin : Abenguruen(sis)), en Côte d'Ivoire, est un diocèse catholique en Côte d'Ivoire, érigé canoniquement le 13 septembre 1963, suffragant de l'archidiocèse de Bouaké.
Son évêque est Gbaya Boniface Ziri et sa cathédrale, la Cathédrale Sainte Thérèse de l’enfant Jésus d'Abengourou.

## Histoire
Le diocèse d'Abengourou est érigé le 13 septembre 1963 par le pape Paul VI à partir de territoires des diocèses d'Abidjan, Bouaké et Katiola. Il est alors suffragant de l'Abidjan.
Le 3 juillet 1987, il perd une partie de son territoire pour l'érection du diocèse de Bondoukou. En 1994, il devient suffragant de l'archidiocèse de Bouaké nouvellement élevé au rang d'archidiocèse métropolitain. 

## Sources
- (en) Giga-Catholic Information
- (en) Catholic Hierarchy